# Жемчужногорлая крапивниковая муравьеловка
Жемчужногорлая крапивниковая муравьеловка (лат. Rhopias gularis) — вид птиц из семейства типичных муравьеловковых. Входит в монотипический род Rhopias. Подвидов не выделяют.

## Распространение
Обитают на юго-востоке Бразилии.

## Описание
Длина тела 8.5-9.5 см; масса 10-12 г. У самца лоб сероватый, макушка, верхняя часть тела и хвост рыжевато-коричневые; имеется скрытое белое межлопаточное пятно; кроющие крыла черновато-коричневые, большие и срединные кроющие в бледно-коричных точках, изгиб крыльев по краю белый. Горло чёрное, в белых пятнах, грудка и брюшко серые, бока и подхвостье светло-рыжевато-коричневые. Самка отличается от самца охристым лбом, большими белыми пятнами на горле и отсутствием межлопаточного пятна.

## Биология
Данных о рационе опубликовано немного. Питаются множеством мелких насекомых, в том числе сверчками (Gryllidae), кузнечиками (Acrididae), полужесткокрылыми и личинками чешуекрылых; а также пауками.